# Jabłuneć (stacja kolejowa)
Jabłuneć (ukr. Яблунець) – stacja kolejowa w miejscowości Jabłuneć, w rejonie zwiahelskim, w obwodzie żytomierskim, na Ukrainie. Położona jest na linii Kalinkowicze – Szepetówka.
Stacja istniała w okresie międzywojennym